# RapidShare

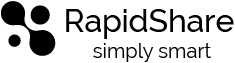
로고

RapidShare는 2002년부터 스위스를 거점으로 운영되고 있던 온라인 스토리지, 파일 전송 서비스이다. 2015년 3월 31일에 모든 서비스를 종료했다.